# Santiago Quiavigoló
Santiago Quiavigoló är en ort i Mexiko.   Den ligger i kommunen Santa María Quiegolani och delstaten Oaxaca, i den sydöstra delen av landet, 500 km sydost om huvudstaden Mexico City. Santiago Quiavigoló ligger 1 397 meter över havet och antalet invånare är 396.
Terrängen runt Santiago Quiavigoló är kuperad åt nordost, men åt sydväst är den bergig. Runt Santiago Quiavigoló är det glesbefolkat, med 9 invånare per kvadratkilometer. Närmaste större samhälle är Santiago Lachivía, 17,8 km väster om Santiago Quiavigoló. I omgivningarna runt Santiago Quiavigoló växer i huvudsak blandskog.